# Ceriomura
Ceriomura är ett släkte av spindlar. Ceriomura ingår i familjen hoppspindlar.
Kladogram enligt Catalogue of Life:
| Ceriomura | \| \| Ceriomura cruenta \| \| \| \| \| \| Ceriomura perita \| \| \| \| |
|           | \| \| Ceriomura cruenta \| \| \| \| \| \| Ceriomura perita \| \| \| \| |
|           | Ceriomura cruenta                                                      |
|           |                                                                        |
|           | Ceriomura perita                                                       |
|           |                                                                        |